# Kwon Soon-chun
Kwon Soon-chun (* 24. April 1959 in Südkorea) ist ein ehemaliger südkoreanischer Boxer im Fliegengewicht.

## Profikarriere
Im Jahre 1977 begann er erfolgreich seine Profikarriere. Am 24. Dezember 1983 boxte er gegen Rene Busayong um die IBF-Weltmeisterschaft und gewann durch klassischen K. o. in Runde 5. Diesen Gürtel verlor er nach insgesamt sechs Titelverteidigungen im Dezember 1985 an Chung Jong-kwan durch Knockout. 
Im Jahre 1987 beendete er seine Karriere.